# Heisonyx
Heisonyx – rodzaj chrząszczy z rodziny ryjkowcowatych i podrodziny Entiminae.
Rodzaj ten opisany został w 1947 roku przez Marshalla jako monotypowy. W 2009 roku Borovec, Colonnelli i Osella dokonali jego redeskrypscji, opisując 6 nowych gatunków.
Chrząszcze te mają ciała długości od 1,6 do 2,8 mm, ubarwione czarno, niekiedy z brązowymi odnóżami i czułkami. Cały ich oskórek porastają regularnie zaokrąglone, podłużnie rowkowane łuski o barwie białawej, szarawej lub jasnobrązowawej i ciemnobrązowawym nakrapianiu lub v-kształtnym znaczeniu. Głowa wyposażona jest w duże i wypukłe oczy, szerszy niż długi ryjek i krótkie, tęgie czułki o funiculusie zbudowanym z 5–7 członów. Szersze niż długie przedplecze ma łukowate boki i pozbawione jest rzeźby. Tarczka jest prawie niewidoczna. Krótko owalne pokrywy mają wąskie rzędy i płaskie międzyrzędy. Śródpiersie wyposażone jest w wąski wyrostek. Odnóża cechują nieząbkowane uda, krótkie stopy i drugi pazurek obecny co najwyżej w formie śladowej ostrogi. Samiec ma tegumen o długim manubrium. Samicę charakteryzują C-kształtne spermateki.
Takson endemiczny dla Południowej Afryki.
Należy tu 7 gatunków:
- Heisonyx barclayi Borovec, Colonnelli et Osella, 2009
- Heisonyx danielssoni Borovec, Colonnelli et Osella, 2009
- Heisonyx fuscus Borovec, Colonnelli et Osella, 2009
- Heisonyx giustocaroli Borovec, Colonnelli et Osella, 2009
- Heisonyx hexarthrum Borovec, Colonnelli et Osella, 2009
- Heisonyx jelineki Borovec, Colonnelli et Osella, 2009
- Heisonyx vitticollis Marshall, 1947